# Кастело дел Матезе
Кастѐло дел Матѐзе (на италиански: Castello del Matese, до 1970 г. Castello d'Alife, Кастело д'Алифе, на неаполитански: 'Ncoppa Castiell', Ънкопа Кащиелъ) е село и община в Южна Италия, провинция Казерта, регион Кампания. Разположено е на 476 m надморска височина. Населението на общината е 1539 души (към 2010 г.).